# Arthur H. Vandenberg
Arthur Hendrick Vandenberg, född 22 mars 1884 i Grand Rapids, Michigan, död 18 april 1951 i Grand Rapids, Michigan, var en amerikansk republikansk politiker och publicist. Han representerade delstaten Michigan i USA:s senat från 1928 fram till sin död. Han bidrog till skapandet av Förenta nationerna. Han var tillförordnad talman i senaten, president pro tempore of the United States Senate samt ordförande i senatens utrikesutskott 1947–1949.
Vandenberg studerade juridik vid University of Michigan. Han var ansvarig utgivare för Grand Rapids Herald 1906–1928. Senator Woodbridge N. Ferris avled 1928 i ämbetet och efterträddes av Vandenberg. Han var först en varm anhängare av Herbert Hoover men blev sedan frustrerad med regeringens politik under den stora depressionen.
Vandenberg stödde Franklin D. Roosevelts tidiga New Deal-reformer under Roosevelts två första år som president. Han var sedan en frän kritiker av Roosevelt fram till utbrottet av andra världskriget. Vandenberg kallade Roosevelt "diktator" och förespråkade skattesänkningar i stället för flera reformer. På republikanernas konvent inför presidentvalet 1936 bestämde sig Vandenberg för att inte ställa upp som vicepresidentkandidat, eftersom han insåg faran för den kommande valförlusten. Republikanerna förlorade stort i det presidentvalet. Vandenberg fick röster i nomineringen av presidenkandidat på republikanernas konvent både 1940 och 1948.
Vandenberg förespråkade hjälp till Finland under vinterkriget men ville helst hålla USA utanför andra världskriget. Han var i första hand isolationist, med vissa undantag som frågan om medlemskap i Internationella mellanfolkliga domstolen, men han ändrade sig gradvis efter attacken mot Pearl Harbor. Vandenberg förblev kritisk mot Roosevelts inrikespolitik men under krigstiden visade han allt starkare stöd för den internationalistiska utrikespolitiken. I ett tal inför senaten den 10 januari 1945 förkunnade han att han hade övergett isolationismen och blivit internationalist. Den nya ståndpunkten gällde inte minst grundandet av FN som han stödde. Som ordförande i utrikesutskottet 1947–1949 stödde Vandenberg Trumandoktrinen, Marshallplanen och grundandet av Nato. Vandenbergresolutionen av år 1948 innebar ett viktigt steg mot ett starkare transatlantiskt samarbete. Senator Vandenberg avled 1951 i ämbetet och efterträddes av Blair Moody.
Vandenberg var kongregationalist och frimurare. Han var av holländsk härkomst. Han gravsattes på Oakhill Cemetery i Grand Rapids.